# House of Saddam

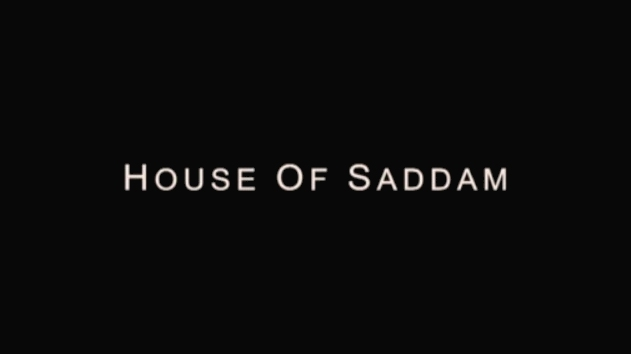
Título de la serie.

House of Saddam es una serie de televisión dramática que muestra el ascenso y la caída de Sadam Huseín. Coproducida entre la BBC y HBO films, fue estrenada en el Reino Unido por BBC Two en cuatro partes entre el 30 de julio y el 20 de agosto de 2008.

## Episodios

### Parte I
La secuencia previa a los títulos muestra a Saddam viendo la emisión del ultimátum en marzo de 2003 del Presidente Bush. Cuando empieza el bombardeo sobre Bagdad, la familia de Saddam recoge apresuradamente y abandona el palacio presidencial.
1979: Durante el verano, el vicepresidente Sadam Huseín reúne a su círculo más cercano en la fiesta del séptimo cumpleaños de su hija, Hala. Entre el grupo hay miembros del partido Baaz.
Sadam, temeroso del creciente poder de Jomeini en Irán y una posible unión con Siria, instiga el derrocamiento del Presidente al-Bakr. El recién designado presidente Sadam Huseín ordena a su medio hermano, Barzan Ibrahim al-Tikriti, iniciar una sangrienta limpieza en el liderazgo del partido Baaz. El propio Sadam ejecuta a su íntimo amigo y aliado, Adnan Madani, como muestra de su poderío. El Partido Islámico Dawa golpea Bagdad con una serie de ataques terroristas mientras Sadam se encuentra de cacería en Tikrit con su esposa, Sajida Talfah, y su hijo Uday.
Sadam intenta mantener buenas relaciones con los Estados Unidos y lleva a su país a la guerra con Irán, mientras inicia una relación sentimental con una profesora casada, Samira Shahbandar. También ordena la ejecución de dos altos generales iraquíes tras la derrota de Al-Muhammarah y se vuelve en contra de Barzan tras la muerte de su madre, poniendo en peligro la boda pactada entre la hija de Sadam, Raghad, con el hijo de Barzan, Mohammed. Posteriormente, cuando Sadam sobrevive a un intento de asesinato en Dujail, un baluarte de Dawa, Barzan teme por su vida y arrasa la ciudad. A pesar de sus súplicas a Sadam para que no lo deshonre, Barzan es exiliado y Sadam casa a Raghad con Husein Kamel, para formar una alianza con el clan al-Majid. Husein Kamel toma el puesto de Barzan y se convierte en el nuevo líder de la Guardia Republicana.

### Parte II
1988: Husein Kamel observa (por circuito cerrado de TV) cómo Uday Husein pierde el control en un club nocturno de Bagdad en 1988. Su comportamiento incluye el blandir un arma bajo la influencia del alcohol y dispararla al tiempo que ordena a los clientes que sigan bailando porque "han ganado la guerra". 
Saddam encarga a Mohammed Ghani que construya las Manos de la Victoria para conmemorar su declarada victoria sobre Irán aunque el Irak de la postguerra se dirige a la bancarrota mientras Kuwait baja el precio del petróleo al incrementar la producción. Sajida descubre que Saddam se ha tomado a Samira como segunda esposa y culpa al asistente de confianza de Sadam, Kamel Hana Gegeo, por propiciar el romance. Uday también culpa a Kamel Hana y casi lo mata en nombre del honor de su madre.
Mientras, Husein Kamel, viendo una oportunidad de entrar en el círculo de Sadam, empieza a crear desconfianza entre Sadam y su cuñado, el General Adnan, cuando Adnan pide a Sadam que permita a los soldados volver a casa. Tariq Aziz, en una cumbre de la OPEP en Ginebra, revela que Kuwait ha estado perforando deliberadamente los campos de petróleo iraquíes y les ordena el cese inmediato y que se disculpen.
Tras unas confidencias de borrachera con su hermano, Qusay, sobre las preocupaciones de que ningún hijo que Sadam pudiera tener con su nueva esposa, Samira, pudiera poner en peligro su estatus como legítimo heredero, Uday se enfrenta a Kamel Hana una vez más en una fiesta nocturna y lo golpea hasta matarlo ante el horror de los presentes. Sadam le arresta y casi mata a su primogénito en la celda. Adnan pone en duda la capacidad de Uday para liderar Irak en su momento, aunque no es apoyado por Husein Kamel, quien continúa ganándose la confianza de Sadam. Poco después, Adnan muere en una sospechosa explosión en un helicóptero.
Sajida se enfrenta a Sadam por la muerte de su hermano pero él asegura que fue un simple accidente. Sadam se reúne con el embajador estadounidense, April Glaspie, y se toma su declaración de "Sin comentarios" para seguir adelante con la idea de invadir Kuwait aunque el Presidente Bush denuncia inmediatamente la acción y organiza una coalición para expulsar a las fuerzas iraquíes. Saddam rechaza la retirada y se mueve entre varias casas seguras cuando la guerra del Golfo comienza con el bombardeo de Bagdad. El ejército iraquí es rápidamente forzado a retirarse y la coalición declara el alto el fuego y se retira a la frontera dejando a un Saddam desafiante.

### Parte III
1995: Irak sobrevive a la guerra del Golfo pero está paralizado económicamente, con las Naciones Unidas negándose a levantar las sanciones mientras el gobierno no coopere con los inspectores de armas. Sadam declara que él no tiente nada que esconder provocando un enfrentamiento con el inspector jefe de la ONU, Rolf Ekeus. 
A pesar de esto, Sadam parece más preocupado la búsqueda de sus raíces. Asimismo, ignora a Qusay, quien trata de advertirle acerca del comportamiento errático de Uday. En su lugar, presenta su árbol genealógico y la "prueba" de que son descendientes directos del profeta Mahoma. Qusay está bastante preocupado por el estado de ánimo de su padre, pero le deja en sus asuntos. Más tarde, Sadam escribe el Corán con su propia sangre.
La rivalidad entre el general Husein Kamel y Uday se descontrola cuando el errático hijo del Presidente humilla a Husein Kamel arrojándole la comida durante una cena con la presencia de los aliados más cercanos de Sadam. El frustrado general manifiesta su desilusión con el régimen de Sadam que permite que un descarriado Uday se maneje sin el control de nadie. Su paciencia termina cuando Uday secuestra un envío de suministros médicos que tenía la intención de vender con su hermano, Sadam Kamel. Husein Kamel le cuenta a su hermano su plan para expulsar a Sadam cooperando con el inspector Ekeus de las Naciones Unidas y con la CIA, de quien Husein Kamel espera que derroque a Sadam y le permita convertirse en el nuevo presidente.
Durante una fiesta celebrando la "victoria" sobre Irán, Husein y Sadam Kamel viajan hacia la frontera con Jordania, llevándose a sus esposas, las hijas de Sadam Hussin, Raghad y Rana, quienes advierten que a sus maridos de lo que su padre hará si son capturados. En la fiesta, Uday sacia su apetito violando a una camarera. Qusay nota que algo va mal cuando sus hermanas no aparecen y advierte a su padre. En Jordania, el rey Husein concede el asilo al grupo auto-exiliado al tiempo que Sadam los declara traidores en Irak. Husein Kamel planea derrocar a Sadam con la cooperación occidental y congraciarse él mismo con occidente al revelar secretos de Estado. Sus planes se ven frustrados cuando Sadam decide revelar la información él mismo. Los hermanos Kamel se ven cada vez más aislados en Jordania y comienzan a perder el apoyo del Rey y de sus contactos de la CIA. Sadam Huseín telefonea a Kamel y ofrece a él y a su hermano el indulto si regresan con sus esposas a Irak. Creyendo que será perdonado, y preocupado por su creciente pérdida de estatus social, Husein Kamel persuade a los demás para volver. 
Husein y Sadam Kamel se encuentran con Uday y Qusay, quienes les humillan al obligarles a divorciarse de sus esposas y despojarse de sus uniformes iraquíes. Sin embargo, se les permite regresar a su hogar familiar. Sadam Huseín le dice a Ali Hassan al-Majid que el honor del clan al-Majid se ha mancillado mientras los hermanos no sean castigados. Ali rodea la casa de los hermanos con las tropas y les ofrece armas a fin de que puedan morir luchando. En una batalla campal, Husein y Sadam Kamel son asesinados.

### Parte IV
2003: Saddam y Tariq Aziz ven por la televisión los reportajes de las fuerzas de la coalición occidental de la invasión de Irak. Qusay organiza la retirada de grandes sumas de dinero en efectivo del banco central de Irak cuando Saddam es derrocado del poder. Cuando las tropas estadounidenses comienzan una caza a gran escala del expresidente iraquí, su familia y secuaces, Saddam huye a las zonas rurales de Tikrit, donde se ve obligado a la clandestinidad. Telefonea a Samira desde una cabina y le dice que huya al Líbano y que no va a unirse a ella. Con unos pocos guardaespaldas fieles a Sadam, se esconde en una casa rústica. Hace amistad con Ahmed, un alegre muchacho local que inicialmente no sabe quién es. Él insiste en que el pueblo iraquí debe seguir resistiendo, emitiendo sus mensajes desde su escondite. Su primera mujer, Sajida, y su familia ven ansiosamente el desarrollo de los acontecimientos en la televisión.
Uday y Qusay, un guardaespaldas, y el hijo de Qusay, Mustapha, se refugian en una casa en Mosul. Uday prefiere huir a través de la frontera pero Qusay no lo considera así. Sadam es informado de que hay una recompensa por la captura de su familia, pero insiste en que el honor iraquí está por encima de los sobornos. El propietario de la casa en que Uday y Qusay se esconden, molesto por su presencia, les traiciona a los estadounidenses, que rodean el edificio. Qusay entrega a su hijo un arma y luchan contra las fuerzas de la coalición hasta que un ataque con cohetes les mata. Sajida ve desesperada por televisión el reportaje sobre la muerte de sus hijos.
Sadam es informado de las muertes y hace una visita secreta a las tumbas Uday, Qusay y Mustapha, colocando banderas iraquíes sobre ellas. Continúa alentando al pueblo iraquí contra las fuerzas de ocupación, diciéndoles que sus hijos y nieto son héroes de la yihad. Sus guardaespaldas construyen un zulo en el que ocultarle. Un guardia es finalmente capturado cuando visita a su novia. Cuando no vuelve, Sadam decide trasladarse, pero el joven Ahmed le advierte que las patrullas estadounidenses están en todas partes. Se ofrece a ocultar a Sadam, pero el presidente se niega a involucrarle. En la Operación Amanecer Rojo, Sadam es capturado y puesto bajo custodia.
2006: Sadam es finalmente llevado a juicio por crímenes contra la humanidad y en 2006 es condenado a muerte en la horca por la matanza de 148 chiitas en Dujail, un acto cometido en represalia por el intento de asesinato, el 8 de julio de 1982.

## Reparto
- Yigal Naor como Sadam Husein.
- Shohreh Aghdashloo como Sajida Khairallah Talfah, primera esposa de Sadam.
- Philip Arditti como Uday Husein, primogénito de Sadam.
- Mounir Margoum como Qusay Husein, segundo hijo de Sadam.
- Agni Scott como Raghad Husein, hija mayor de Sadam.
- Shivani Ghai como Rana Husein, segunda hija de Sadam.
- Amber Rose Revah como Hala Husein, hija pequeña de Sadam.
- Christine Stephen-Daly como Samira Shahbandar, segunda esposa de Sadam.
- Saïd Taghmaoui como Barzan Ibrahim, medio hermano de Sadam, jefe de la Guardia Republicana iraquí.
- Saïd Amadis como General Adnan Khairallah, comandante del Ejército, hermano de Sajida.
- Uri Gavriel como Ali Hassan "Alí el Químico" al-Mayid, jefe del Mukhabarat, la Agencia de Inteligencia iraquí.
- Amr Waked como Teniente General Husein Kamel al-Majid, marido de Raghad, sobrino de Ali Hassan, más tarde jefe de la Guardia Republicana iraquí y Comandante del Ejército.
- Makram Khoury como Tariq Aziz, vice primer ministro, ministro de Asuntos Exteriores.
- Daniel Lundh como Coronel Sadam Kamel al-Majid, marido de Rana, hermano de Husein Kamel, sobrino de Ali Hassan.
- Akbar Kurtha como Kamel Hana Gegeo, asistente personal de Sadam.